# Kalanchoe aromatica
Kalanchoe aromatica és una espècie de planta suculenta del gènere Kalanchoe, de la família de les Crassulaceae.

## Descripció
Herba perenne que forma matolls de 30 a 60 cm d'alçada, completament coberta de pèls glandulars viscosos llargs, vermells, aromàtics.
Amb tiges nombroses, de més o menys 4 angles, erectes, carnoses, vermelloses.
Les fulles són peciolades, carnoses, pecíols prims, d'1,5 a 3 cm, làmina triangular-lanceolada, oblong-lanceolada a ovada, les fulles velles sovint tripartides, de 2,5 a 15 cm de llarg i de 1,5 a 5 cm d'ample, de color verd amb taques negres o marrons als angles, punta aguda, marges serrat-dentats.
Les inflorescències formen panícules denses, de 8 a 10 cm, pedicels de 2 a 7 mm.
Les flors són erectes, esteses o pèndules; calze de color verd a groguenc, tub de 2 a 4 mm; sèpals deltoides, agudes, cuspidades, de 2 a 2,5 mm; corol·la urceolada, tub cilíndric, de 6,5 a 10 mm, blanc a groc-verdós; pètals ovats, obtusos, mucronats, recurvats, de 5 a 9 mm de llarg i més o menys 2,5 mm d'ample, de color groc-verd amb línies vermelloses a blanques-rosades; estams inserits al voltant o per sota del centre del tub de la corol·la, tots sobresortit de llarg.

## Distribució
Planta endèmica de Madagascar central. Creix als vessants rocosos.

## Taxonomia
Kalanchoe aromatica va ser descrita per Joseph Marie Henry Alfred Perrier de la Bâthie i publicada al Bulletin du Muséum National d'Histoire Naturelle 29: 454–455. 1923.

### Etimologia
Kalanchoe: nom genèric que deriva de la paraula cantonesa "Kalan Chauhuy", 伽藍菜 que significa 'allò que cau i creix'.
aromatica: epítet llatí que significa 'aromàtica'.